# Decualiniu
Decualiniu este o sare de amoniu cuaternar disponibilă în mod obișnuit sub formă de diclorură. Este util ca antiseptic și dezinfectant. Sunt cunoscute, de asemenea, sărurile bromură, iodură, acetat și undecenoat. Clorura de decualiniu este ingredientul activ al mai multor medicamente.